# 스핀아웃 (영화)
스핀아웃(Spinout)은 미국에서 제작된 노먼 터로그 감독의 1966년 영화이다. 엘비스 프레슬리 등이 주연으로 출연하였고 조 패스터넉 등이 제작에 참여하였다.

## 출연

### 주연
- 엘비스 프레슬리
- 쉘리 파바레스

### 조연
- 다이안 맥베인
- 도디 마샬
- 데보라 월리
- 잭 멀러니
- 윌 허친스
- 워렌 베링거
- 지미 호킨스
- 칼 베츠
- 세실 켈러웨이
- 우나 머켈
- 프레더릭 워록
- 데이브 배리
- 빅토리아 캐롤
- 알린 찰스
- 필리스 데이비스
- 게이 고든
- 잉게 재클린
- 데너 런드
- 크리스토퍼 리오단
- 레드 웨스트
- 리타 윌슨
- 버지니아 우드

## 제작진
- 협력프로듀서: 행크 문진
- 세트: 헨리 그레이스
- 세트: 휴 헌트